# Makrelenhaie
Die Familie der Makrelenhaie (Lamnidae) ist weltweit verbreitet und besteht rezent aus drei Gattungen mit insgesamt fünf Arten, deren bekannteste der Weiße Hai (Carcharodon carcharias) ist. Allen gemeinsam ist die stromlinienförmige Körperform, die sie zu schnellen Schwimmern macht. Begünstigt wird dies zusätzlich durch Seitenkiele am Ansatz der Schwanzflosse, die keine Einkerbung besitzen, sowie ein System an Kapillargefäßen (Rete mirabile – „Wundernetz“), das die Körpertemperatur stabil hält.
Alle Makrelenhaie besitzen eine sehr spitze Schnauze, sehr dunkle Augen und relativ große Brustflossen. Alle Arten sind ovovivipar, das heißt, dass sie zwar Eier bilden, diese aber im Leib des Muttertiers ausgebrütet werden, wobei es häufig zu intrauterinem Kannibalismus (Oophagie) kommt.
Alle Makrelenhaie können ihre Körpertemperatur über der des sie umgebenden Meerwassers halten. Sie besitzen ein Blutgefäßsystem, ein feines Adernetz (Wundernetz oder Rete mirabilis), welches das kalte, von den Kiemen kommende Blut mit dem warmen, vom Körper kommenden Blut aufwärmt. Die Erhöhung der Körpertemperatur in Folge des sehr effizienten Wärmetauschsystems ermöglicht die sehr hohen Schwimmgeschwindigkeiten und die Jagd auf die in kälteren Regionen lebenden Meeressäuger.

## Systematik
- Gattung: Carcharodon Smith in Müller & Henle, 1838
  - Weißer Hai (Carcharodon carcharias (Linnaeus, 1758))
- Gattung: Makohaie (Isurus Rafinesque, 1810)
  - Kurzflossen-Mako (Isurus oxyrinchus Rafinesque, 1810)
  - Langflossen-Mako (Isurus paucus Guitart Manday, 1966)
- Gattung: Heringshaie (Lamna Cuvier, 1816)
  - Lachshai (Lamna ditropis Hubbs & Follett, 1947)
  - Heringshai (Lamna nasus (Bonnaterre, 1788))

Ursprünglich wurde die fossil überlieferte Art Megalodon (Otodus megalodon (Agassiz, 1835), Syn.: Carcharodon megalodon) aus dem Miozän und Unteren Pleistozän vor 5 bis 1,6 Millionen Jahren ebenfalls dieser Familie zugeordnet. Der Megalodon ist die wahrscheinlich größte bekannte Haiart der Erdgeschichte – im Durchschnitt erreichte er eine Länge von 16 bis 20 Metern. Die Gattung Otodus und damit auch Megalodon wird jedoch meist der Familie Otodontidae zugeordnet.